# Новая Каховка
Но́вая Кахо́вка (укр. Нова Каховка, Ключевое → 1950: Новая Каховка) — город в Херсонской области Украины, административный центр Каховского района и Новокаховской городской общины (с 2020 года). С марта 2022 года находится под российской оккупацией, войска РФ используют город как тыловую базу и логистический центр.
Административно городу Новая Каховка через бывший Новокаховский городской совет были подчинены: город Таврийск; пгт Днепряны; посёлки Райское, Тополёвка, Плодовое; села Корсунка, Новые Лагери, Песчаное, Масловка, Обрывка.
День города,  отмечается в последнее воскресенье сентября - так записано в Уставе территориальной общины (вместе с Днем машиностроителя , в городе находился завод НКЭМЗ. ) Однако официально днем рождения Новой Каховки считается 28 февраля. Именно тогда основан город согласно Указу.
6 июня 2023 года город оказался частично затоплен вследствие разрушения Каховской ГЭС.

## География
Город расположен на левом берегу реки Днепр, ниже Каховской ГЭС, образующей Каховское водохранилище.
Расстояние до Херсона физическое — 58 км, по железной дороге — 117 км, по автодорогам — 78 км. До Киева физическое — 462 км, по автодорогам — 584 км.
Новая Каховка — город-оазис. В месте, где шумели пески и бушевали степные суховеи, был заложен парк, зазеленели сады. При строительстве города удалось успешно решить архитектурно-художественные задачи оформления кварталов, площадей и улиц, которые гармонично сочетались с природой Днепровского побережья.

## История
Город появился в 1950 году на месте села Ключевого, основанного в 1891 году. Село получило название Ключевое за кристально-чистые источники. Город был основан одновременно с началом строительства Каховской ГЭС как посёлок строителей. Строители съезжались со всего Советского Союза, поэтому строили ГЭС и сам город более 100 национальностей. После окончания строительства ГЭС большинство жителей остались в городе, который с самого начала именовали «Новая Каховка» (связано с городом Каховка, расположенным примерно в 15 километрах). Это название прижилось и стало официальным: днём рождения города считается день присвоения ему Президиумом Верховного Совета УССР наименования Новая Каховка 28 февраля 1952 года. В конце марта был создан Новокаховский горисполком, председателем которого стал рабочий стройки, активный участник партизанского движения в годы Великой Отечественной войны — Г. П. Шкода. 22 февраля 1953 года, в день выборов в местные Советы депутатов трудящихся Украинской ССР, новокаховчане впервые избрали свой городской Совет в составе 47 человек.
В годы Гражданской войны на месте города проходил Каховский плацдарм Перекопско-Чонгарской операции. В память о событиях Гражданской войны на Каховском плацдарме, в 1967 году в честь 50-летия Великой Октябрьской социалистической революции был сооружён монумент, названный «Легендарная тачанка».

#### 1950—1991

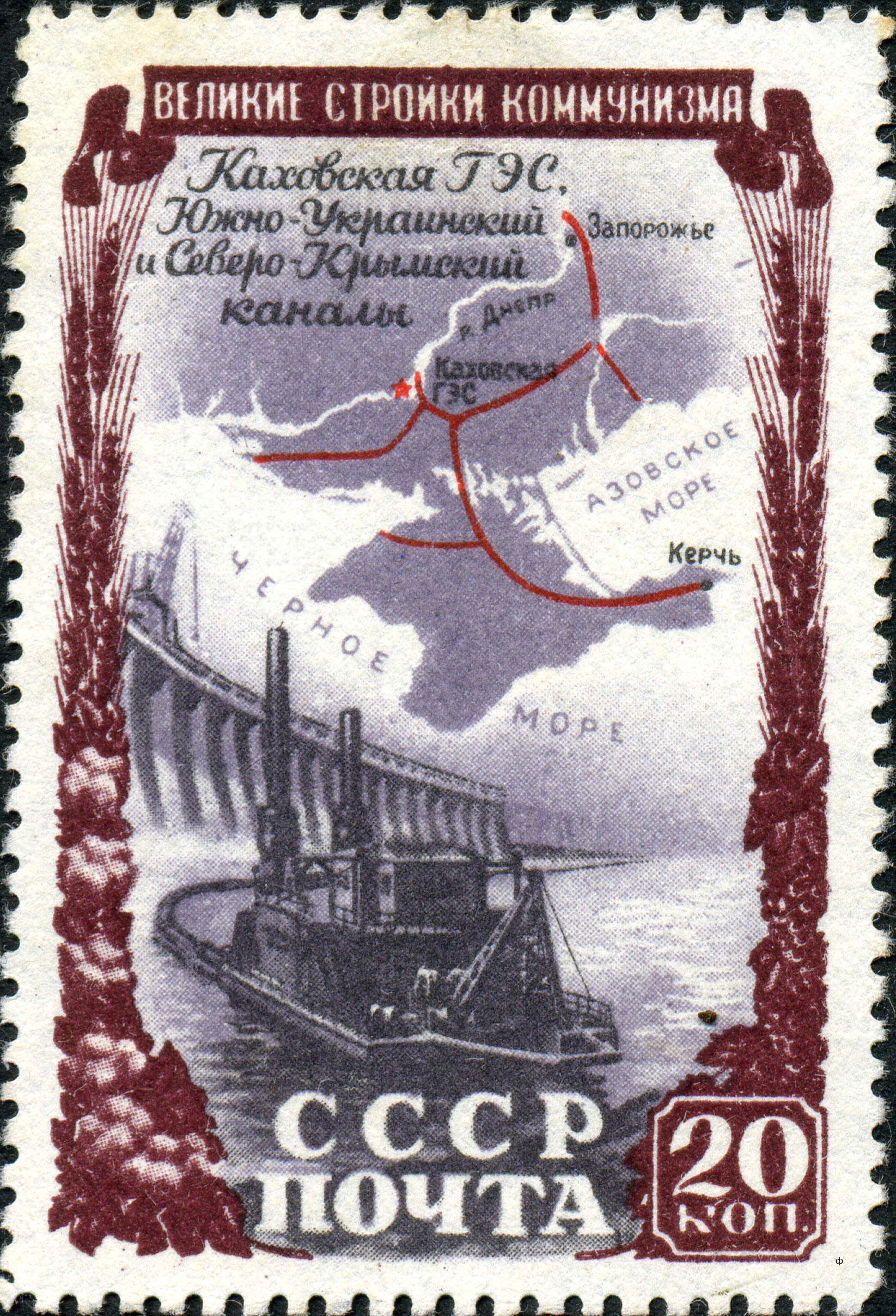
Каховская ГЭС, Южно-Украинский канал и Северо-Крымский каналы. Почтовая марка СССР, 1951 год

Создание города связано с реализацией плана «Великих строек коммунизма». 20 сентября 1950 года было принято Постановление СМ СССР «О строительстве Каховской гидроэлектростанции на Днепре, Южно-Украинского канала, Северо-Крымского канала и орошения земель южных районов Украины и северных районов Крыма».
В октябре 1950 года в городе Каховке было создано управление жилищного строительства, которое сразу же приступило к восстановлению разрушенных в период гитлеровской оккупации жилых домов в Каховке и Бериславе, чтобы разместить в них строителей нового города, а также к подготовке площадок для возведения новых домов на месте села Ключевого.
20 апреля 1951 года был заложен фундамент первого жилого дома — это был «финский» дом по адресу ул. Карла Маркса, 31. Позднее на нём была установлена мемориальная доска. Уже 5 мая развернулась массовая застройка кварталов и улиц нового города. Он строился по проекту, разработанному Харьковским отделением «Горстройпроекта» в содружестве с Академией архитектуры УССР и управлением «Днепрострой». При этом учитывались перспективы промышленного и культурного развития города после завершения строительства ГЭС.
В проекте города архитектурно-художественное оформление кварталов, площадей и улиц удачно сочеталось с живописной местностью днепровского побережья. Застраивалась Новая Каховка одно-, двух- и трехэтажными домами, выложенными из красного кирпича. Уже к концу 1951 года появились две улицы с одноэтажными и 13 кварталов с двух- и трехэтажными домами. К концу 1952 года жилая площадь нового города превысила 10 тыс. м². В 1955 году, когда было завершено претворение в жизнь Генерального плана застройки Новой Каховки, в городе насчитывалось 600 домов с жилой площадью около 100 тыс. м².
Центральная магистраль города — Днепровский проспект (ранее носил имя Сталина), улицы Ленина (ныне Историческая), Героев Украины (Карла Маркса), Калинина (Андреевская), Гидростроителей, Дзержинского (Дружбы), Щорса (Соборная) и многие другие были заасфальтированы.
В городе были разбиты парки и скверы. В парке, раскинувшемся вдоль Днепра на площади 10 га уже в то время насчитывалось около 60 пород деревьев. В 1955 году был сооружён стадион «Энергия», вмещающий 10 тысяч зрителей. Рядом с ним расположился специализированный комплекс «Динамо» для стрельбы из лука. Город обрёл вид, заложенный проектом: в нём находились объекты социальной сферы — детские сады и школы, места общественного питания, кинотеатры; государственные учреждения — больничный комплекс, администрация, милиция, узел связи.
Завершив работы в Новой Каховке, управление «Днепрострой» в 1957 году переехало в Днепродзержинск. Вместе с ним сооружать новую гидроэлектростанцию на Днепре выехало более 4 тысячи строителей. Остальные 12 тысяч избрали Новую Каховку местом постоянного жительства. В конце 1957 года в городе насчитывалось более 25 тысяч жителей.
За строительство Каховской ГЭС, других предприятий города и работу по воспитанию молодежи, Новокаховская городская комсомольская организация была награждена орденом «Знак Почёта».
В 1955 году начато строительство крупного предприятия, ставшего впоследствии одним из гигантов отечественного машиностроения — Новокаховский электромашиностроительный завод (НКЭМЗ).
И уже с 1957 года из Новой Каховки железнодорожными составами, автотранспортом, кораблями и самолётами (через аэропорт «Каховка») повезли продукцию предприятия во все уголки страны. Завод уже работал, а недостроенные объекты возводили ещё до 1965 года. На предприятии уже тогда работали тысячи человек, завод развивался, коллектив рос. В связи с этим строители треста «Каховсельстрой» начали сооружение новых кварталов в юго-восточной части города, дома которых возводились из белого (силикатного) кирпича и железобетонных панелей. Одновременно развертывалось строительство Восточного и Западного рабочих поселков, поселка железнодорожников. В августе 1957 года город и «Электромашзавод» (так ещё называют НКЭМЗ) посетил Никита Сергеевич Хрущёв — в то время руководитель СССР. 4 июня 1958 года Новая Каховка стала городом областного подчинения.
Совместно со строительством электромашиностроительного завода, начали застраиваться и обживаться новые жилые кварталы, построенные между первоначальной частью города и заводом: начиная от улицы Дзержинского до улицы Высоковольтной (ныне улица им. Николая Букина). Улица Н. Букина стала граничной улицей города, так как после неё проходят высоковольтные линии электропередач.
В этой части Новой Каховки были построены первые гаражные боксы, жилищно-коммунальные предприятия, крупные магазины (один из них — магазин «Новосёл»), дом быта «Тавричанка», школа № 4, профессионально-техническое училище (ныне агроколледж) и здание «Каховсельстрой». Граничной улицей в восточной части города, за которой не было жилых домов и располагались социальные и промышленно-коммунальные объекты, является ул. Первомайская. Здесь находились: котельная, баня, рынок, первый универмаг города (построенный по типовому проекту тех лет), пожарная часть, государственные учреждения и промышленные предприятия, которые располагались вплоть до автомобильной трассы, идущей через ГЭС.
В середине 1960-х годов (после окончания карибского кризиса) в Новой Каховке проживала и училась кубинская молодёжь. Отряды кубинцев из общежития строем ходили на обед в столовую (ул. Ленина, 35), которая потом стала называться «кубинской».
В эти же годы при строительстве котлована на берегу Днепра (возле школы-интерната) было найдено тело воина, погибшего в Великую Отечественную войну, личность его установить не удалось.
В 1960 году на Арабатской стрелке был открыт детский лагерь «Орлёнок», принадлежащий «НКЭМЗ», существующий по настоящее время.
В январе 1989 года численность населения составляла 56 549 человек, основой экономики являлись: электромашиностроительный завод, завод железобетонных конструкций, мебельное производство и пищевая промышленность.

### После 1991
16 января 1994 года на подготовленной жителями территории парка у школы № 3 был заложен первый камень на месте строительства первого православного храма города — Свято-Андреевского собора.
В мае 1995 года Кабинет министров Украины утвердил решение о приватизации находившихся в городе электромашиностроительного завода, завода гидротехнических металлоконструкций, завода «Стройдеталькомплект», АТП-16561, АТП-16507, мясокомбината, в июле 1995 года было утверждено решение о приватизации маслосырбазы и хлебозавода, в октябре 1995 года — завода железобетонных конструкций.
В декабре 2007 года город стал центром Новокаховской епархии (выделенной из состава Херсонской епархии).
В ходе вторжения России на Украину город был оккупирован российской армией в первые дни вторжения. Войска РФ используют город как тыловую базу и логистический центр. 9 марта непосредственно в городе стояли российские войска, но действовала местная украинская власть. В городе проходят протесты против оккупации. 12 июля вблизи Новой Каховки украинскими войсками был поражён большой склад боеприпасов. В результате взрывной волны большого количества боеприпасов и разлёта снарядов, повреждены сотни частных или многоквартирных домов, два рынка, погибло 8 и пострадало 80 человек. 6 июня 2023 года Новая Каховка была частично затоплена в результате подрыва Каховской ГЭС. 7 октября в городе убит глава отделения Единой России Владимир Малов местными партизанами либо украинскими спецслужбами. Кроме этого, местные партизаны либо спецслужбы убили ещё несколько оккупационных представителей за два года нахождения Новой Каховки под российским флагом.
|                        |                               |                                               |                 |      |
| Свято-Андреевский храм | Каховская гидроэлектростанция | Главная площадь и здание администрации города | Дворец культуры | Маяк |

## Население

### Языковой состав
Родной язык населения по данным переписи 2001 года:
| Язык       | Численность, чел. | Доля     |
| ---------- | ----------------- | -------- |
| Украинский | 28 010            | 53,24 %  |
| Русский    | 24 171            | 45,94 %  |
| Другое     | 430               | 0,82 %   |
| Итого      | 52 611            | 100,00 % |

## Герб
Герб города Новая Каховка утверждён решением исполнительного комитета городского совета № 206 от 25 июня 1968 года. Автор герба — Равич Юрий Викторович.
Герб города — традиционной формы с соотношением сторон 1,0:1,25. Ярко-красное поле с золотым изображением красноармейского шлема и клинка в верхней половине щита символизирует героическое прошлое местности, где построен город (бои на Каховском плацдарме). Нижняя половина щита тёмно-голубого цвета со светло-серым силуэтом плотины ГЭС, символизирует реку Днепр и гидростанцию на ней, положившую начало строительству города. Стилизованное золотое изображение зубчатого колеса и грозди винограда в нижней части герба — символ развивающейся промышленности и виноградарства — основ экономики и роста города. Стилизованная волна в виде двух белых линий по нижнему срезу бычков плотины использованы в качестве элементов декора. Доминируют ярко-красный и тёмно-синий цвет. Ярко-красный цвет символизирует пролитую кровь героев города во времена Гражданской и Великой Отечественной войн. Тёмно-синий цвет символизирует великую и могучую реку Днепр, на берегах которой возник город.

## Флаг
Флаг города утвержден решением Новокаховского городского совета от 12 октября 2010 года № 1705 «Об утверждении изображения Флага города Новой Каховки, описания Флага и Положения о Флаге». Автор флага — Ракицкий Максим Васильевич — победитель конкурса на создание изображения флага города Новая Каховка.
Флаг Новой Каховки представляет собой прямоугольное полотнище с соотношением ширины к длине 2:3. Две равновеликие горизонтальные полосы, жёлтая и голубая, разделенные волнистой линией. По центру полотнища расположен официальный герб города.
Верхняя полоса флага имеет жёлтый цвет. Являясь одним из цветов государственного украинского флага, он символизирует собой золотую рожь украинских полей, а также цвет Алешковских песков, на которых стоит город. Голубой цвет нижней части флага символизирует ручьи, которые как бы обнимают город. В своё время именно они дали название селу Ключевое, на месте которого в середине двадцатого века и был построен город Новая Каховка. Белые лучи в нижней части флага перечисляют одиннадцать населённых пунктов, расположенных на территории Новокаховского городского совета. Эти лучи омываются водами реки Днепра и дают веру в наступление светлых мечтаний, дарят надежду на счастливое будущее.

## Экономика
Градообразующее предприятие Новой Каховки — Каховская гидроэлектростанция, входящая в состав «Укргидроэнерго».

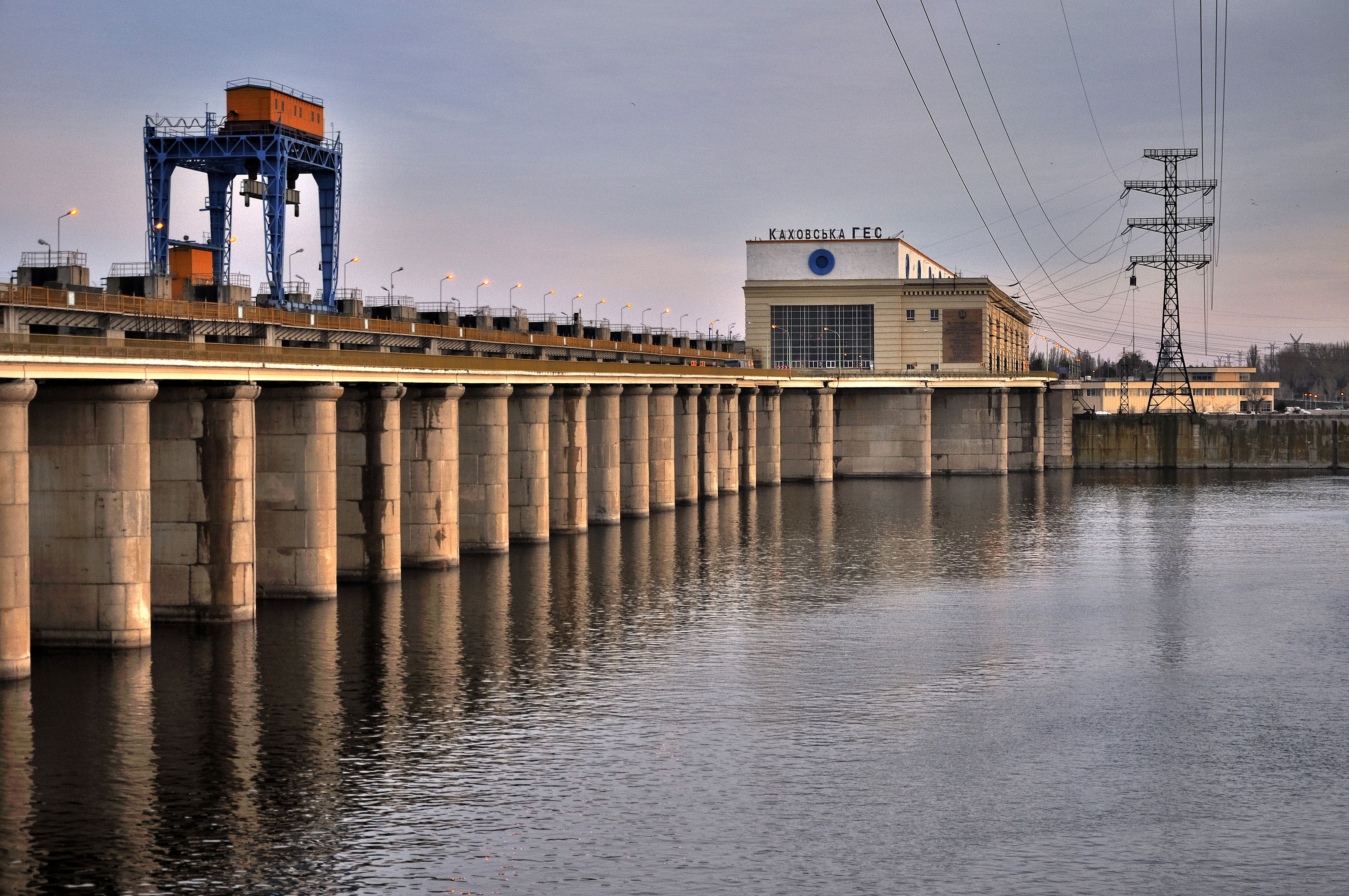
Каховская гидроэлектростанция

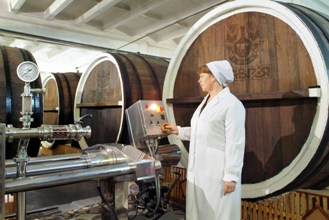
ЧАО «Дом марочных коньяков Таврия»

В городе также расположены различные промышленные, сельскохозяйственные, торговые, предприятия сферы услуг и другие, среди них:
- АО «Гидросталь» (Новокаховский завод гидротехнических металлоконструкций)
- ООО «ЗКЭМ» («Завод крупных электрических машин» ранее был частью Новокаховского электромашиностроительного завода) — разработка и производство крупных электродвигателей и генераторов, ремонт и сервисное обслуживание электрических машин.
- ТПО «Новокаховский электромеханический завод».
- ПАО «Дом марочных коньяков „Таврия“» является одним из крупнейших на Украине производителей и экспортёров конька, производит и вина.
- ООО «Каховка Протеин Агро», крупнейший на Украине комплекс по переработке соевых бобов.
- ГП «Агроторговая фирма им. Солодухина» является специализированным сельскохозяйственным предприятием, к основным видам деятельности которого относятся: садоводство, овощеводство, виноградарство,
- ПАО «Новокаховский завод плавленных сыров», перерабатывает молоко, производит масло и сыры.
- ООО «Новокаховский мясокомбинат „Мрія“» — производство мяса.
- ООО «Каховские колбасы» производит и реализует мясные изделия.
- ООО «Південмлин» занимаемся переработкой зерна пшеницы, производством муки, макаронных изделий.
- ООО «Олеся» — проектно-строительная компания, ведущая свою деятельность во многих регионах. Производит железобетонные и металлические конструкции
- ООО «Енерджи Продакт» — один из крупнейших на Украине завод по производству ячеистого автоклавного бетона (пенобетона).
- ООО «Новокаховский Мебельный Комбинат» (ранее: «Новокаховская мебельная фабрика»)
- ООО «Новый Мир» производит металлические окна и двери, деревянные двери и мебель.

### Транспорт
Через Новую Каховку проходит автомагистраль E 58—М23 (украинская нумерация М-14).
С автовокзала осуществляются рейсы до заповедника Аскания-Нова.
Через город (по Каховской ГЭС) проходит неэлектрифицированная однопутная железнодорожная линия Одесса — Херсон — Каховка — Запорожье.
Водный путь вниз по Днепру, имеет выход в Чёрное море.
На 2021 год: ведётся ремонт автомобильно-пешеходного моста автодороги Р-47 Херсон—Геническ: фактически, полностью снесён старый мост над Северо-Крымским каналом и, на его месте, на июль — в конструкциях, построен новый. Открытие ожидается в октябре этого же года.

### Водные пути
В советское время река Днепр активно использовалась для пассажирских перевозок. Регулярные маршруты судов на подводных крыльях осуществлялись от Одессы до Запорожья. Для этих целей использовались суда типа «Ракета», «Метеор» и «Комета». Пассажирские многопалубные теплоходы осуществляли рейсы от Одессы до Киева, на них часто можно было увидеть иностранных туристов, которые делали остановку в Новой Каховке для проведения экскурсии по парку города и к монументу «Легендарная тачанка». В Новой Каховке была пристань в виде дебаркадера, рейсы водного пассажирского транспорта осуществлялись с начала весны до конца осени. Теплоходы «ПТ-150» (называемые «речным трамваем», строились в Херсоне) осуществляли регулярные рейсы на острова, расположенные на середине Днепра, где имелись чистые песочные пляжи, а также огородные участки жителей города.
С 2017 года компания «Нибулон» запустила «ракетную» навигацию по маршруту Херсон — Голая Пристань — Херсон — Новая Каховка. По стоимости билетов путешествие по реке сравнимо с поездкой на автобусе.

## Культура
При строительстве города были спроектированы и построены объекты культуры, которые со временем подтвердили свой статус уникальных архитектурных сооружений: дворец культуры и летний театр.
В городе имеются Новокаховская городская картинная галерея им. А. С. Гавдзинского и Музей истории города.
В песках (кучугурах) и плавнях Днепра рядом с Новой Каховкой снималась первая серия художественного фильма «Неуловимые мстители». Группа актёров посетила город и встречалась с жителями на агитплощадке возле городской музыкальной школы по улице Ленина.

### Памятники

Памятник героям Гражданской и Великой Отечественной войны
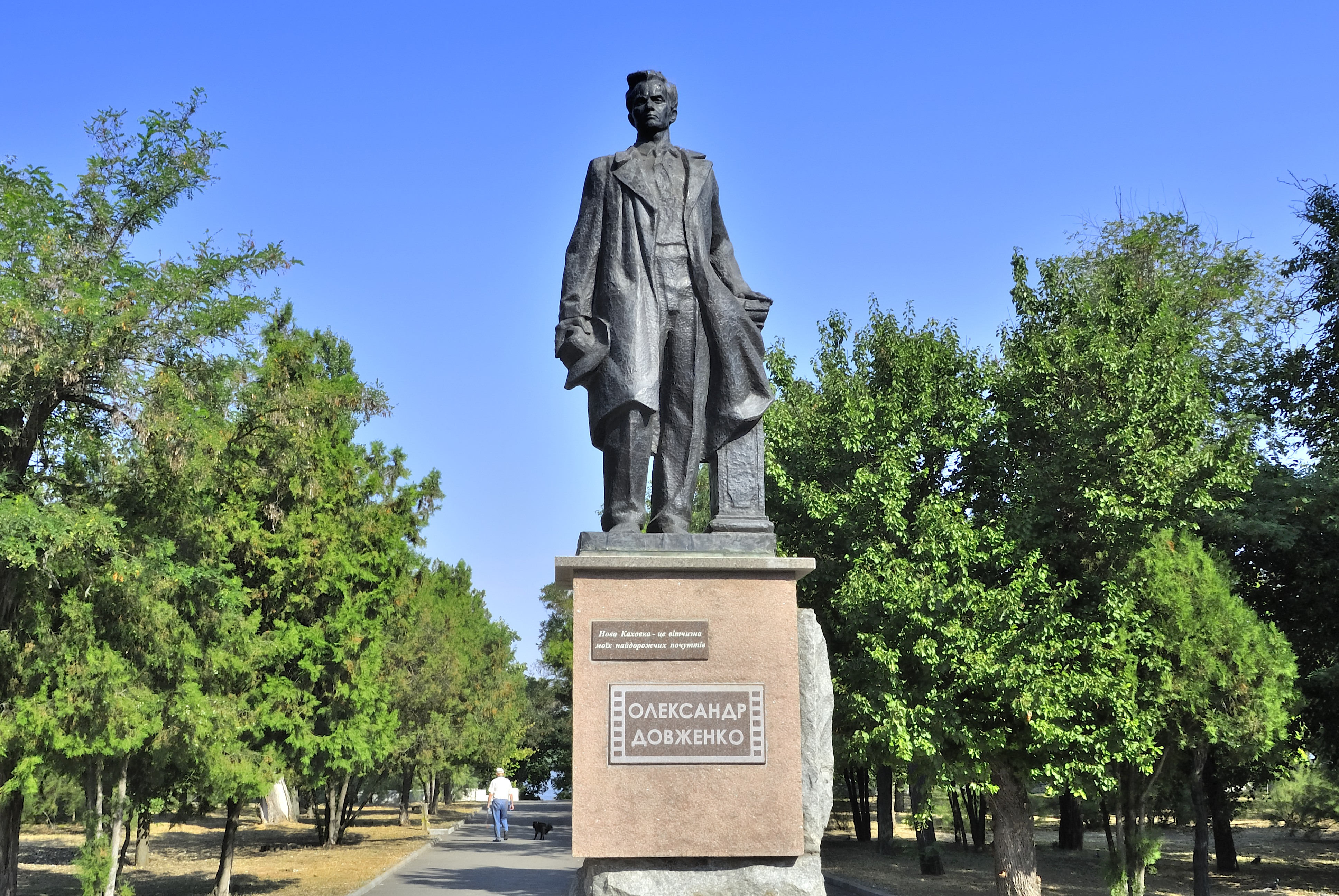
Памятник Александру Довженко
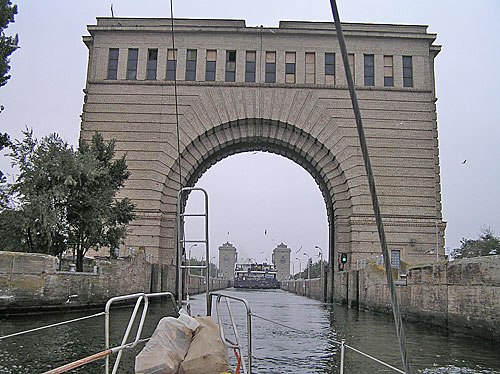
Триумфальная арка
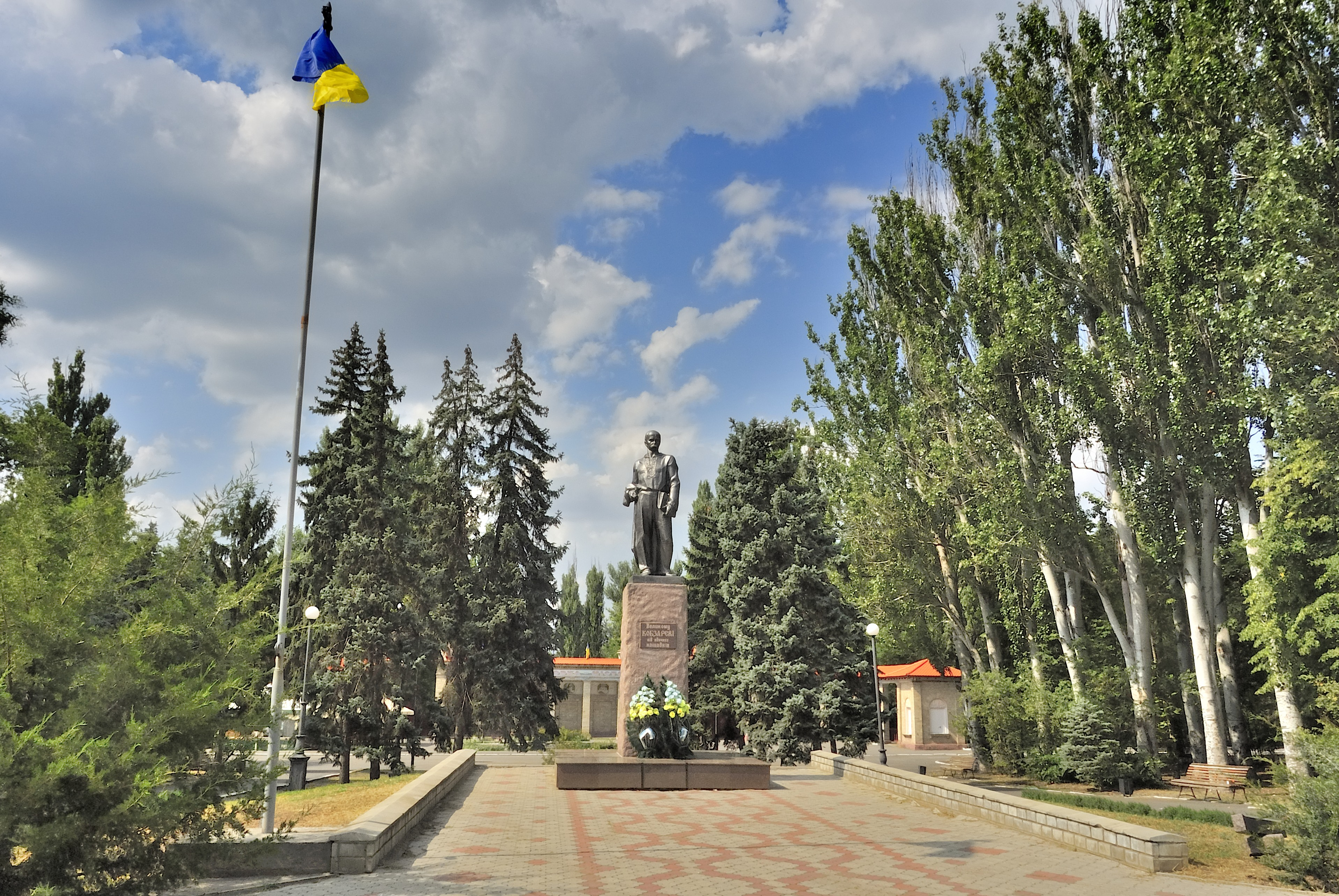
Памятник Тарасу Шевченко
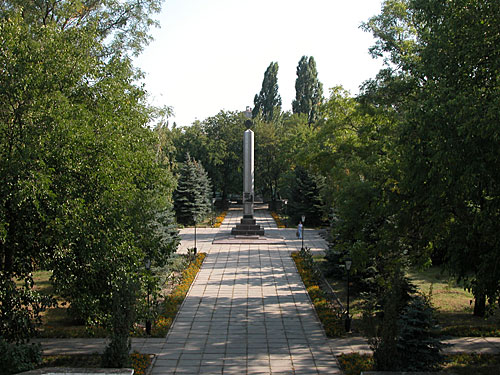
Парк Славы с обелиском
Стела памятника Каховского плацдарма
Памятная доска на стеле
Памятник основателям села Ключевое
Памятник 2000-летию Рождества Христова
Памятная плита освободителям Каховской земли

В феврале 2014 года на площади перед зданием администрации был демонтирован памятник В. И. Ленину (по развернувшейся после Евромайдана декоммунизации), простоявший в городе более 40 лет.

### Парковая зона

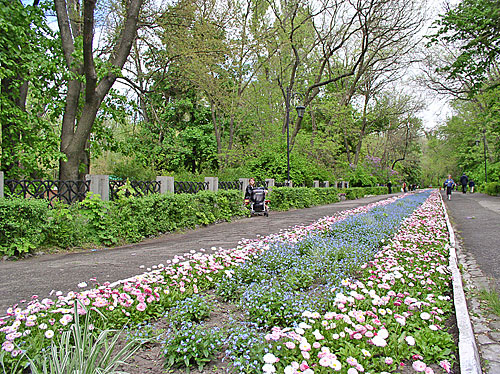
Одна из аллей парка летом

Парковая зона Новой Каховки, созданная Фалдзинским С. М., простирается вдоль Днепра по всей длине города: от городского стадиона до конца Днепровского проспекта (гостиницы «Дружба»). В центре парка расположена аллея с цветочными клумбами. В зоне парка находятся: городской парк отдыха, летний театр с фонтаном, детская площадка, дворец культуры с главным фонтаном города, танцплощадка, спасательная (лодочная) станция, городская пристань с прилегающим сквером и памятником Героям Гражданской и Великой Отечественной войны, городской пляж. По обеим сторонам от дворца культуры построены беседки для отдыха (ротонды). Берег Днепра вдоль черты города искусственно укреплён гранитными камнями, среди которых пробиваются родники («ключи»). Ниже центральной аллеи парка, вдоль самого Днепра, проходит вторая аллея, меньшая по ширине и идущая до Каховской ГЭС. Со времён села Ключевого вдоль Днепра сохранено несколько платанов, возраст которых, судя по их высоте и диаметру стволов — более 100 лет!
«Парк имени С. М. Фалдзинского» является памятником садово-паркового искусства.
В нём же находится и новокаховский комплекс семейного отдыха «Казкова Диброва», который включает в себя мини-зоопарк, детскую площадку и заведение общественного питания.

## Образование
В Новой Каховке десять общеобразовательных школ, а также:
- Новокаховский агроколледж (полное название — Отдельное структурное подразделение «Новокаховский колледж Таврического государственного агротехнологического университета»).
- Новокаховский политехнический колледж Одесского национального политехнического университета — НКПК (бывший НКЭМТ).
- Новокаховский приборостроительный техникум — НКПТ.
- Новокаховский гуманитарный институт открытого международного Университета развития человека «Украина».
- Новокаховский политехнический институт — НКПИ.
- Новокаховский профессиональный электротехнический лицей (бывшее ПТУ-7).
- Профессионально-техническое училище № 14.
- Новокаховское высшее профессиональное училище (бывшее ПТУ-16).

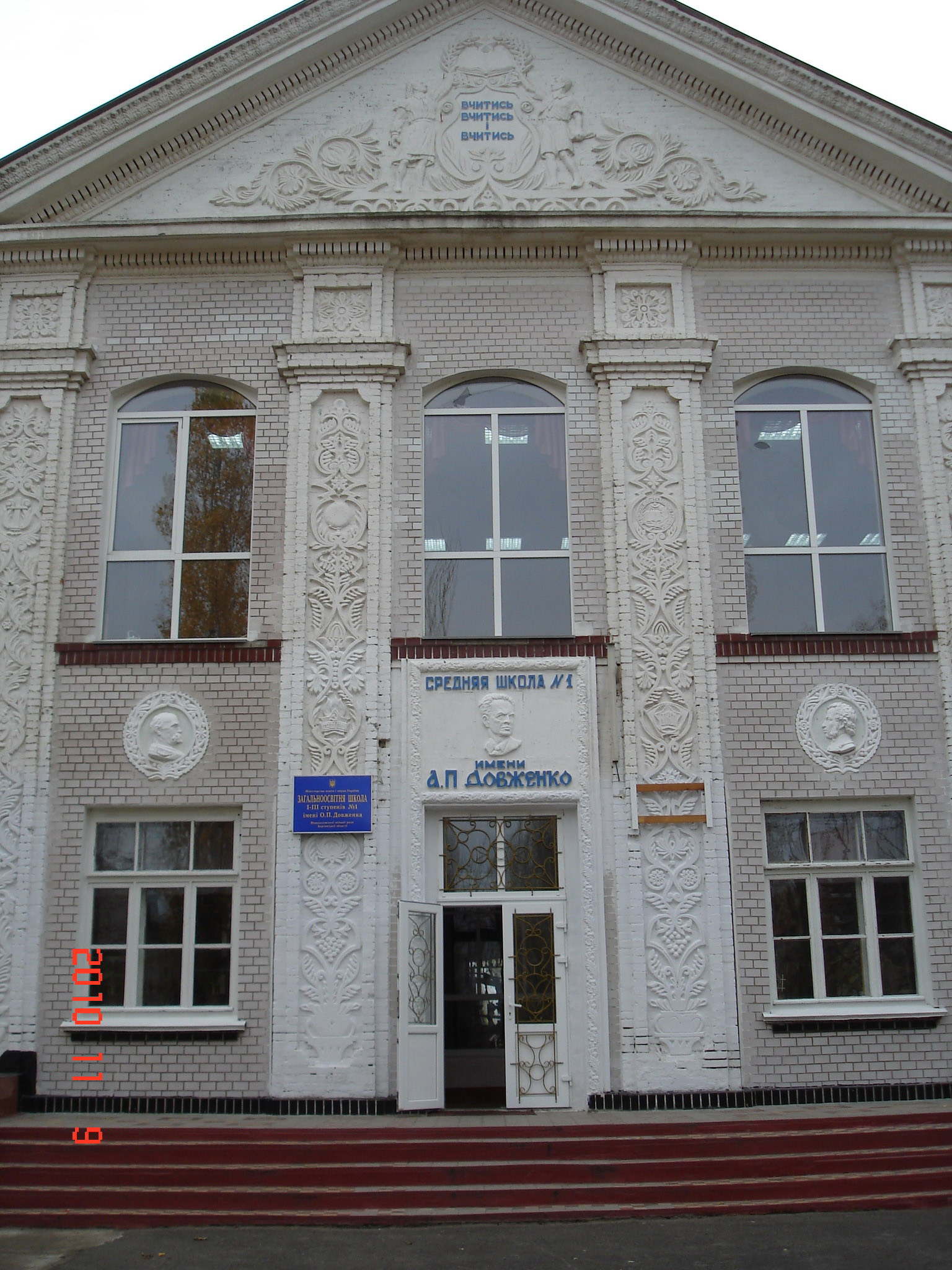
Средняя школа № 1
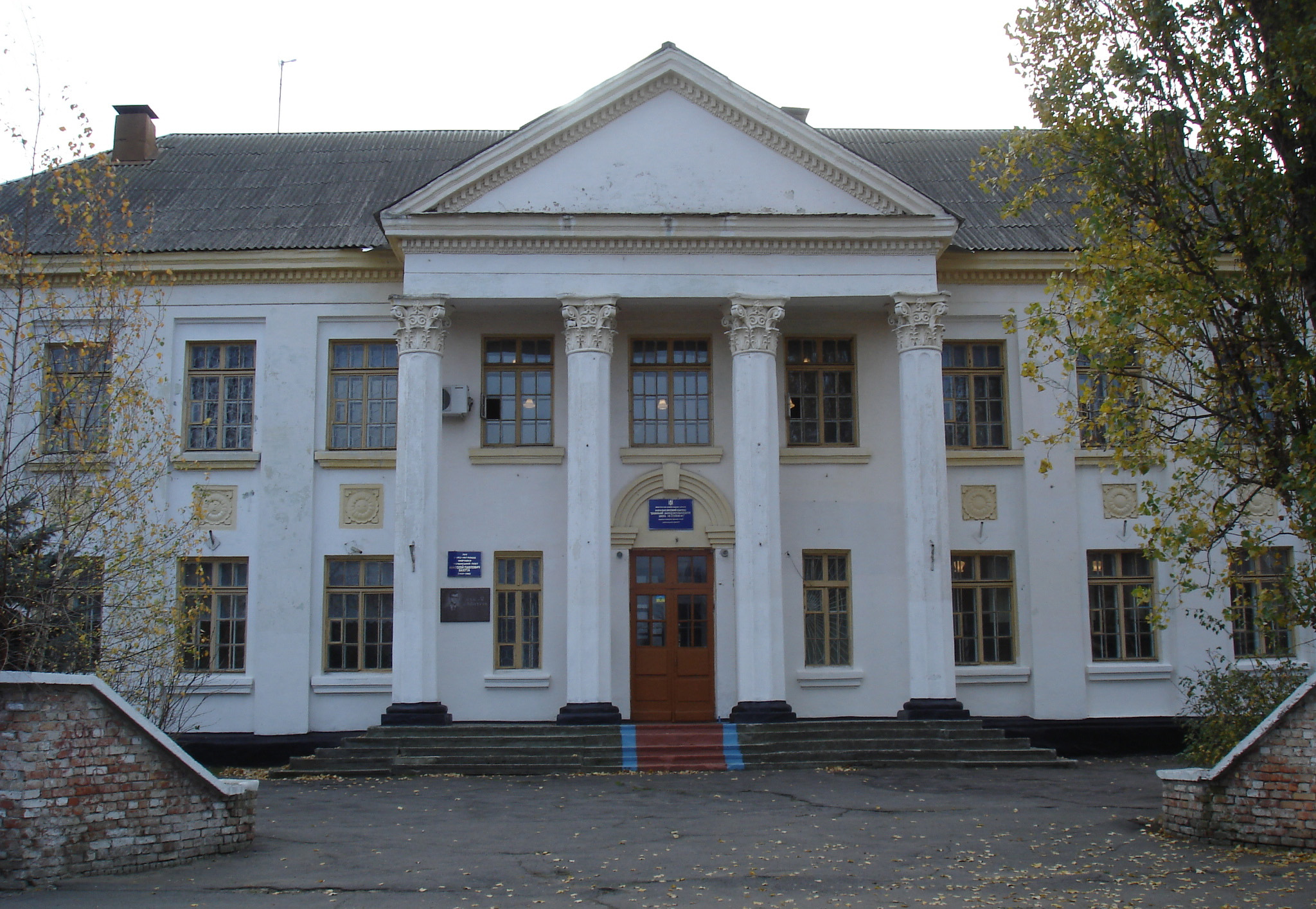
Средняя школа № 2
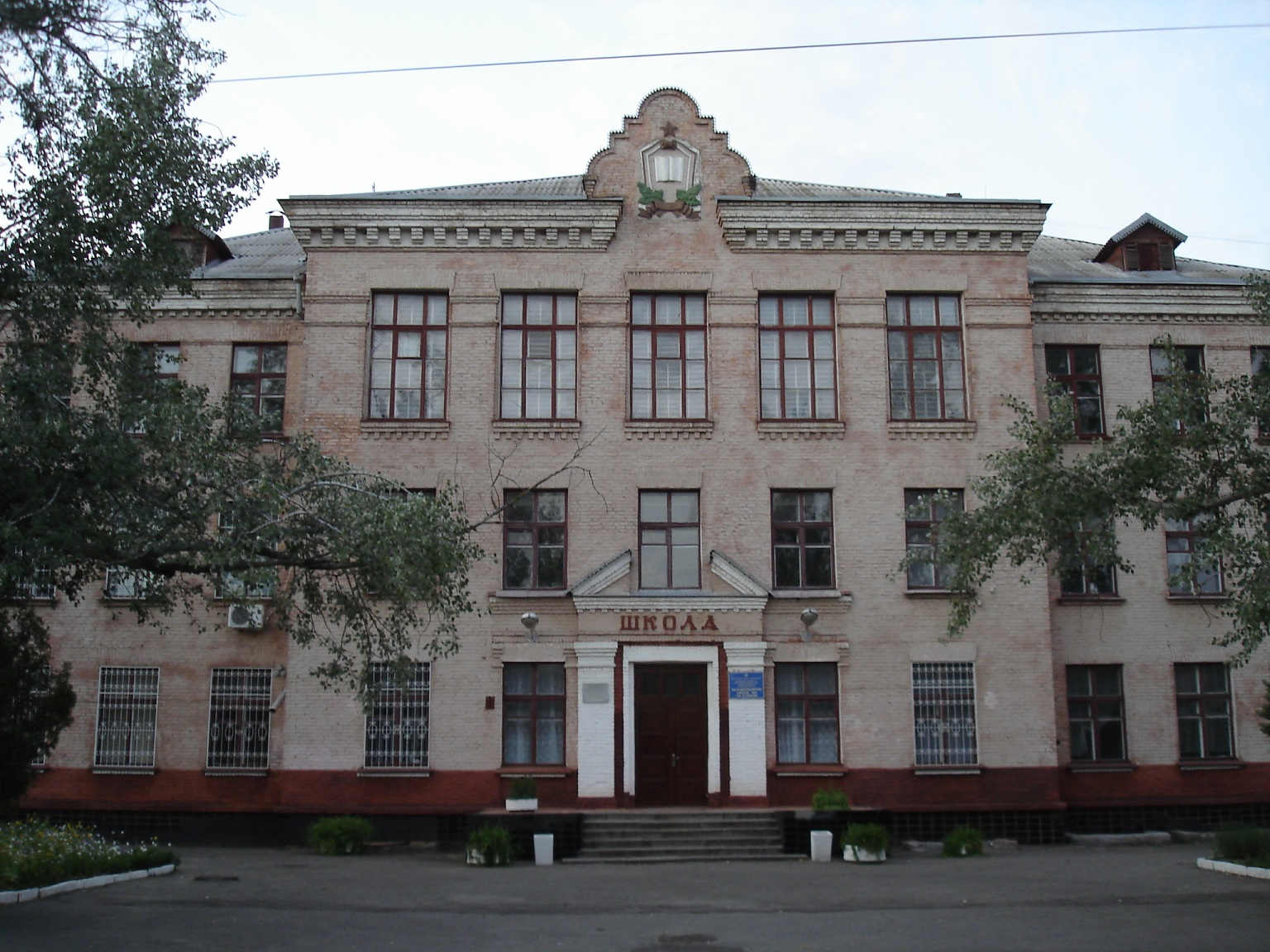
Средняя школа № 3
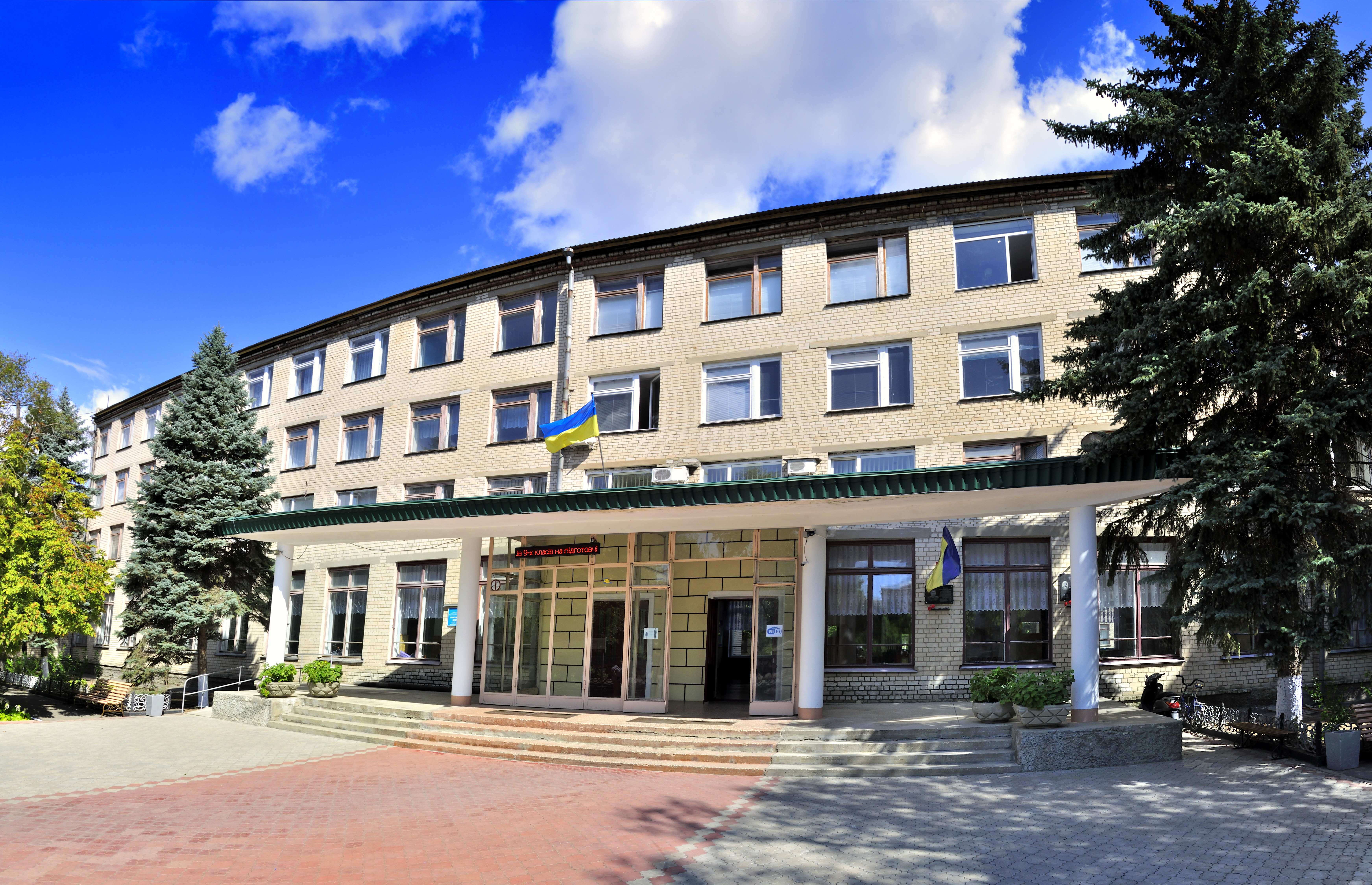
Новокаховский агроколледж

## СМИ
С 1974 года в городе выходила еженедельная газета горкома КПСС «Новая Каховка», которая прекратила своё существование с распадом СССР в 1991 году. Незадолго до этого, также в 1991 году, начала выходить газета Новокаховского горсовета «Народная трибуна» (укр. «Народна трибуна»). Позднее она была переименована в газету «Новая Каховка» (укр. «Нова Каховка»).
В 2017 году в Новой Каховке выходили 5 еженедельных газет: «Новая Каховка» (основатель местный совет) и частные «Новости Деловые», «Ключи», «Днепровский проспект», «Таврийский час».
Активно развиваются 5 новостных интернет-ресурсов:
- novakahovka.city
- Новая Каховка (официальный сайт города)
- Українські південні новини
- НК-онлайн
- Таврийские вести

## Спорт

Мемориальная стена на стадионе «Энергия»

В городе имеются хорошие условия для развития физической культуры и спорта: действуют 3 спортивные детско-юношеские школы, 21 спортивный зал, 110 спортивных площадок, водноспортивная база, 13 теннисных корт. Новокаховская теннисная школа — одна из сильнейших на Украине. Известные теннисисты Украины и мира: мужчины — Андрей Шашков, Максим Дубов, Сергей Ярошенко, Сергей Вергун, Александр Максимов, Дмитрий Билецкий, девушки — Наталия Билецкая, Юлиана Федак, Галина Фургайло. Также школа знаменита своими тренерами — Сергей Жицкий (заслуженный тренер Украины), Сергей Коровайко, Андрей Дубов, Татьяна Фургайло, Ольга Кушниренко, Анатолий Билецкий.
Городской стадион «Энергия» способствует развитию в Новой Каховке популярных видов спорта — мотоболу и футболу. Мотоболисты завоевали серебряные медали в чемпионате Украины 2001 года, а футбольная команда «Энергия» за время своего существования 21 раз выигрывала кубок области и 25 раз была чемпионом в областном чемпионате. Однако после российского вторжения и последующей оккупацией города российскими войсками команду «Энергия» распустили.
Благодаря спорткомплексу для стрельбы из лука «Динамо», позволяющему одновременно 70 спортсменам выйти на стрельбище, Новая Каховка проводит чемпионаты Украины и Кубок Украины. Команда лучников Новой Каховки на чемпионате Украины 2002 года заняла восьмое место. Среди известных лучников, которых воспитала Новая Каховка — Тамара Литерова, Вадим Резников, Людмила Аржанникова.
В настоящее время в городе очень развит детско-юношеский баскетбол благодаря воспитанникам тренера Дзюбенко Н. З., которые достойно и систематично отстаивают честь города на областных и региональных соревнованиях. Его выпускники играют в профессиональных командах Киева, Днепропетровска, Черкасс, Одессы, Полтавы.
В городе проводится велогонка «Легендарная Тачанка».

## Известные горожане
В июне 1957 года за выдающиеся производственные достижения, большой вклад в освоение и внедрение прогрессивных методов труда при сооружении Каховской ГЭС и города Новой Каховки звание Героя Социалистического Труда присвоено машинисту экскаватора — А. К. Маслаку, бригадиру бетонщиков — С. Н. Никулину, бригадиру электромонтажников — П. И. Синявскому. 602 строителя награждены орденами и медалями, в том числе 28 — орденом Ленина.
В 1970 году, по случаю 100-летия со дня рождения В. И. Ленина, новокаховчане были награждены орденами Союза ССР: 31 человек — удостоен ордена Ленина; 20 человек — ордена Октябрьской Революции; 198 человек — ордена Трудового Красного Знамени. Бригадиру монтажников треста «Каховсельстрой» В. М. Войтасу и слесарю-наладчику ремонтно-механического цеха электромашиностроительного завода Т. Н. Писне — присвоено звание Героя Социалистического Труда.
- Аржанникова, Людмила Леонидовна — чемпионка мира и Европы по стрельбе из лука.
- Дмитриев, Леонид Васильевич — призёр первенств СССР по велоспорту, мастер спорта СССР по велоспорту, тренер.
- Бахута, Анатолий Павлович — украинский поэт.
- Бебешко, Сергей Васильевич — олимпийский чемпион по гандболу (1992, Барселона).
- Борзов, Валерий Филиппович — двукратный Олимпийский чемпион, спринтер.
- Гавдзинский, Альбин Станиславович — украинский художник.
- Гришков, Виталий Александрович — украинский кинооператор; член Национального союза кинематографистов Украины.
- Гунько, Александр Петрович[укр.] — украинский поэт и журналист.
- Делиев, Георгий Викторович — Народный артист Украины, украинский режиссёр, актёр, руководитель комик-труппы «Маски».
- Дондюк, Максим Юрьевич — украинский документалист.
- Егорова, Снежана Александровна — украинская актриса, телеведущая.
- Жицкий, Сергей Анатольевич — Заслуженный тренер Украины по теннису.
- Коваленко, Людимила Павловна — мастер спорта по велоспорту, тренер по плаванию.
- Коваленко, Сергей Александрович — российский актёр театра и кино.
- Литерова, Тамара Ивановна — чемпионка СССР (1967) в стрельбе из лука в многоборье[39].
- Непорожний, Пётр Степанович — главный инженер строительства Каховской ГЭС, министр энергетики и электрификации СССР с 1962 по 1985 год.
- Носков, Андрей Анатольевич — российский актёр театра и кино[40].
- Носков, Илья Анатольевич — российский актёр театра и кино.
- Резников, Вадим Григорьевич — тренер по стрельбе из лука.
- Смирнов, Игорь Николаевич — первый президент Приднестровской Молдавской Республики.
- Фалдзинский, Степан Маркович — создатель парковой зоны города.
- Федак, Юлиана Леонидовна — украинская теннисистка.
- Чухрай, Сергей Алексеевич — олимпийский чемпион по гребле на байдарках.

### Герои Социалистического Труда
- Войтас, Вячеслав Михайлович — бригадир монтажников треста «Каховсельстрой».
- Гришина, Мария Фёдоровна — бригадир виноградарей совхоза-завода «Таврия».
- Мартынюк, Виктор Николаевич — заслуженный строитель и заслуженный мелиоратор УССР.
- Маслак, Андрей Константинович — машинист экскаватора «Днепрострой».
- Никулин, Серафим Никитич — бригадир бетонщиков «Днепрострой».
- Писня, Тимофей Николаевич — слесарь-наладчик ремонтно-механического цеха электромашиностроительного завода.
- Синявский, Пётр Иванович — бригадир электромонтажников «Днепрострой», Лауреат Сталинской премии.

### Почётные граждане города
Положение о звании «Почётный гражданин города Новая Каховка» было утверждено 17 февраля 1970 решением шестой сессии городского совета народных депутатов 9-го созыва.
1. Андрианов, Сергей Николаевич — начальник управления «Днепрострой».
2. Балабай, Александр Петрович — первый секретарь горкома КПУ.
3. Березанский, Дмитрий Карпович — заслуженный строитель Украины.
4. Борзов, Валерий Филиппович — олимпийский чемпион в лёгкой атлетике.
5. Войтас, Вячеслав Михайлович — бригадир монтажников треста «Каховсельстрой», Герой Социалистического Труда.
6. Гавдзинский, Альбин Станиславович — заслуженный художник Украинской ССР, народный художник Украины.
7. Гришина, Мария Фёдоровна — бригадир виноградарей совхоза-завода «Таврия», Герой Социалистического Труда.
8. Ефременко, Василий Степанович — директор Каховской ГЭС.
9. Железняк, Николай Савельевич — бригадир треста «Каховсельстрой».
10. Коваленко, Владимир Иванович — глава города с 2006 года.
11. Кошелев, Василий Матвеевич — директор стадиона «Энергия», участник Парада Победы.
12. Кумаранский, Алим Владимирович — заслуженный энергетик Украины.
13. Малахова, Таисия Павловна — бригадир виноградарей агрофирмы им. Солодухина.
14. Мерзлов, Вадим Николаевич — глава города в 1990—1998 годах.
15. Неверова, Любовь Савельевна — директор музея истории города в 1999—2005 годах.
16. Остапенко, Семён Семёнович — директор совхоза-завода «Таврия».
17. Писня, Тимофей Николаевич — слесарь Новокаховского электромашиностроительного завода, Герой Социалистического Труда.
18. Подофа, Анатолий Иванович — заслуженный строитель Украины.
19. Севрюков, Георгий Иванович — директор Новокаховского гуманитарного института ВУЗОВ Открытого международного университета развития человека «Украина».
20. Равич, Юрий Викторович — главный архитектор города.
21. Чухрай, Сергей Алексеевич — олимпийский чемпион 1976 и 1980 годов по гребле на байдарках.

## Города-побратимы
- Франция — Сент-Этьен дю Рувре.

С 1961 года у жителей Новой Каховки установились дружественные связи с городом Сент-Этьен дю Рувре (Франция). Делегации французского города трижды — в 1965, 1971 и 1979 годах — посещали город на Днепре.
Также побратимами Новой Каховки были:
- Туркменистан — Небит-Даг
- Украина — Северодонецк